# Euriphene iris
Euriphene iris är en fjärilsart som beskrevs av Aurivillius 1903. Euriphene iris ingår i släktet Euriphene och familjen praktfjärilar. Inga underarter finns listade i Catalogue of Life.